# Longsdon
Longsdon is een civil parish in het bestuurlijke gebied Staffordshire Moorlands, in het Engelse graafschap Staffordshire. In 2001 telde het dorp 532 inwoners.